# Saint-Pacôme
Saint-Pacôme es un municipio canadiense situado en la provincia de Quebec.

## Superficie
Saint-Pacôme tiene una superficie de 29,06 km².

## Demografía
En 2021, tenía 1806 habitantes, una densidad poblacional de 62,1 hab./km², y 748 viviendas.